# Liste der türkischen Botschafter in Serbien
| Ernennung Akkreditierung | Ständiger Vertreter      | Bemerkung | Sultan/Ministerpräsident der Türkei | Ministerpräsident Serbiens | Posten verlassen |
| ------------------------ | ------------------------ | --- | ----------------------------------- | -------------------------- | ---------------- |
| 1. Jan. 1881             | Sermed Efendi            | | Murad V.                            | Milan I.                   | 1. Juni 1881     |
| 1. Jan. 1882             | Halid Bey                | | Murad V.                            | Milan I.                   | 1. Jan. 1883     |
| 1. Jan. 1884             | Halil Halid Bey          | | Murad V.                            | Milan I.                   | 1. Jan. 1885     |
| 1. Jan. 1886             | Ziya Bey                 | | Murad V.                            | Milan I.                   | 1. Jan. 1889     |
| 1. Jan. 1890             | Mahmud Nedim Bey         | | Murad V.                            | Milan I.                   | 1. Juni 1890     |
| 1. Jan. 1891             | Feridun Bey              | | Murad V.                            | Aleksandar Obrenović       | 1. Jan. 1893     |
| 1. Jan. 1894             | Tevfik Bey               | | Murad V.                            | Aleksandar Obrenović       | 1. Jan. 1895     |
| 1. Jan. 1896             | Ahmet Tevfik Bey         | | Murad V.                            | Aleksandar Obrenović       | 1. Jan. 1897     |
| 1. Jan. 1899             | İbrahim Fethi Bey        | | Murad V.                            | Aleksandar Obrenović       | 1. Jan. 1900     |
| 1. Jan. 1901             | İbrahim Fethi Paşa       | | Murad V.                            | Aleksandar Obrenović       | 1. Jan. 1908     |
| 1. Jan. 1909             | Azariyan Efendi          | | Mehmed V.                           | Peter I.                   | 1. Juni 1909     |
| 1. Jan. 1910             | Fuad Hikmet Bey          | | Mehmed V.                           | Peter I.                   | 1. Jan. 1912     |
| 1. Jan. 1914             | Cevad Bey                | | Mehmed V.                           | Peter I.                   | 1. Juni 1914     |
| 23. Feb. 1926            | Yusuf Hikmet Bayur       | | Ali Bey Fethi Bey                   | Alexander I. (Jugoslawien) | 25. Nov. 1928    |
| 30. Nov. 1927            | İnayetullah Cemal Özkaya | | Ali Bey Fethi Bey                   | Alexander I. (Jugoslawien) | 25. Nov. 1928    |
| 26. Nov. 1928            | Ali Haydar Aktay         | | Ali Bey Fethi Bey                   | Alexander I. (Jugoslawien) | 3. Aug. 1939     |
| 30. Aug. 1939            | Tevfik Kamil Koperler    | (* 1889 in Thessaloniki; † 18. Dezember 1964) | Refik Saydam                        | Peter II. (Jugoslawien)    | 4. Feb. 1949     |
| 31. Okt. 1949            | Kemal Köprülü            | | Şemsettin Günaltay                  | Ivan Ribar                 | 8. Okt. 1952     |
| 28. Nov. 1952            | Agah Aksel               | | Adnan Menderes                      | Ivan Ribar                 | 31. März 1955    |
| 29. Apr. 1955            | Şadi Kavur               | | Adnan Menderes                      | Josip Broz Tito            | 16. Nov. 1959    |
| 18. Nov. 1959            | Orhan Eralp              | (* 1915 in Istanbul; † 6. Juni 1994, Istanbul) besuchte 1933 das Robert College, studierte 1939 an The University of Law in London, 1957–1959: Botschafter in Stockholm, 1964–1969: Ständiger Vertreter beim UN-Hauptquartier, in New York City, 1969–1972: Generalsekretär des Ministeriums für Auswärtige Angelegenheiten, 1972–1976: Ständiger Vertreter bei der NATO, 1976–1978: Botschafter in Paris, 1978–1980: Ständiger Vertreter beim UN-Hauptquartier. | Adnan Menderes                      | Josip Broz Tito            | 26. Feb. 1964    |
| 23. Juli 1964            | Danış Tunalıgil          | | İsmet İnönü                         | Josip Broz Tito            | 18. Sep. 1968    |
| 30. Sep. 1968            | Üstün Gündoğdu           | | Suad Hayri Ürgüplü                  | Josip Broz Tito            | 15. Jan. 1972    |
| 29. Jan. 1972            | Oktay İşçen              | | Ferit Melen                         | Josip Broz Tito            | 27. Sep. 1976    |
| 2. Nov. 1976             | Oğuz Gökmen              | (* 1916 in Manisa; † 20. Dezember 2007 in Istanbul) 1962–1964: Botschafter in Buenos Aires, 1964–1966: Ständiger Vertreter bei der Europäischen Wirtschaftsgemeinschaft, 1966–1972: Botschafter in Bonn, 1980–1981 Botschafter in Budapest, 1981 in den Ruhestand versetzt. | Süleyman Demirel                    | Josip Broz Tito            | 7. Aug. 1978     |
| 18. Aug. 1978            | Hikmet Özkan             | | Mustafa Bülent Ecevit               | Josip Broz Tito            | 17. Juli 1981    |
| 1. Nov. 1981             | Galip Balkar             | | Bülent Ulusu                        | Sergej Kraigher            | 9. März 1983     |
| 28. Nov. 1983            | Ali Hikmet Alp           | | Turgut Özal                         | Mika Špiljak               | 24. Dez. 1985    |
| 5. Juli 1986             | Mustafa Akşin            | | Turgut Özal                         | Sinan Hasani               | 31. Juli 1988    |
| 29. Aug. 1988            | Tevfik Ünaydın           | | Turgut Özal                         | Raif Dizdarević            | 27. Nov. 1990    |
| 29. Nov. 1990            | Berhan Ekinci            | | Yıldırım Akbulut                    | Borisav Jović              | 1. Juni 1992     |
| 22. Aug. 1992            | Hasan Aygün              | | Süleyman Demirel                    | Dobrica Ćosić              | 16. Aug. 1994    |
| 31. Aug. 1994            | Ali Engin Oba            | (* 1942 in Istanbul) besuchte das Galatasaray-Gymnasium, studierte 1965 Diplom Politikwissenschaft und Geschichte an der Universität Ankara. 1993 war er außerordentlicher Professor für Internationale Beziehungen, 1996–1998: Generalkonsul in Paris, 1998–2000: Botschafter in Khartum, 2004–2007: Botschafter in Kinshasa, 2007 in den Ruhestand versetzt.                                                                                                   | Tansu Çiller                        | Zoran Lilić                | 2. Sep. 1996     |
| 10. Sep. 1996            | Alev Kılıç               | | Necmettin Erbakan                   | Zoran Lilić                | 17. Nov. 1998    |
| 30. Nov. 1998            | Ahmet Acet               | (* 21. Februar 1951 in Helsinki) studierte an der American University of Beirut Politikwissenschaft, trat 1973 in den auswärtigen Dienst, 26. September 2011 – 31. Dezember 2011: Botschafter in Berlin, 7. Juni 2012 – 12. November 2014: Botschafter in Mexiko. | Mesut Yılmaz                        | Slobodan Milošević         | 22. Aug. 2002    |
| 13. Jan. 2003            | Hasan Servet Öktem       | (* 31. Juli 1953 in Düzce) besuchte das Galatasaray-Gymnasium studiert 1976 Politikwissenschaft an der Universität Ankara. War 1984 in Belgrad, als Asala einen Anschlag auf die Botschaft verübte, 2003–2008 Gesandtschaftssekretär erster Klasse in Teheran, 2012: Botschafter in Havanna. | Recep Tayyip Erdoğan                | Svetozar Marović           | 19. März 2008    |
| 2. Apr. 2008             | Süha Umar                | Geschäftsträger, (* 1945, Istanbul) 1966 Absolvent des Studienganges Politikwissenschaft der Universität Ankara, 1995–1998: Gesandtschaftssekretär in Aman, von 1999 bis 2002: im Ruhestand, 2010 in den Ruhestand versetzt. | Recep Tayyip Erdoğan                | Svetozar Marović           | 12. Sep. 2010    |
| 15. Sep. 2010            | Ali Rıza Çolak           | (* 1956 in Nallıhan bei Ankara) besuchte die TED Ankara College Foundation Schools und studierte Politikwissenschaft an der Universität Ankara, trat 1979 in den auswärtigen Dienst 2002–2004: Exequatur als Generalkonsul in Frankfurt, 2008–2010: Botschafter in Addis Abeba. | Recep Tayyip Erdoğan                | Svetozar Marović           | 1. Nov. 2012     |
| 10. Dez. 2012            | Mehmet Kemal Bozay       | (* 1966 in Ankara) studierte Internationale Beziehungen an der Technischen Universität des Nahen Ostens, trat 1988 in den auswärtigen Dienst. | Recep Tayyip Erdoğan                | Ivica Dačić                |                  |